# Chris Warren
Chris Warren Jr. właśc. Christopher Warren Jr. (ur. 15 stycznia 1990) – amerykański aktor.

## Filmografia
- 2000 Men of Honor jako Carl
- 2000 Love & Basketball jako Kelvin
- 2000 Shoe Shine Boys jako Witness
- 2004 Moda na sukces jako Jimmy Ramirez
- 2006 High School Musical jako Zeke
- 2007 High School Musical 2 jako Zeke
- 2008 High School Musical 3: Ostatnia klasa jako Zeke

Zagrał też epizody w Zoey 101